# Grabs
Grabs é uma comuna da Suíça, no Cantão São Galo, com cerca de 6.352 habitantes. Estende-se por uma área de 54,59 km², de densidade populacional de 116 hab/km². Confina com as seguintes comunas: Alt Sankt Johann, Buchs, Gams, Sevelen, Walenstadt, Wildhaus.
A língua oficial nesta comuna é o Alemão.